# نيك هام
نيك هام (بالإنجليزية: Nick Hamm)‏ هو منتج أفلام ومخرج أمريكي، ولد في 10 ديسمبر 1957 في بلفاست في المملكة المتحدة.

## وصلات خارجية
- نيك هام على موقع IMDb (الإنجليزية)
- نيك هام على موقع ألو سيني (الفرنسية)
- نيك هام على موقع أول موفي (الإنجليزية)
- نيك هام على موقع قاعدة بيانات الأفلام السويدية (السويدية)
- نيك هام على موقع قاعدة بيانات الفيلم (الإنجليزية)
- نيك هام على موقع كينوبويسك (الروسية)